# Lichtenrader Volkspark

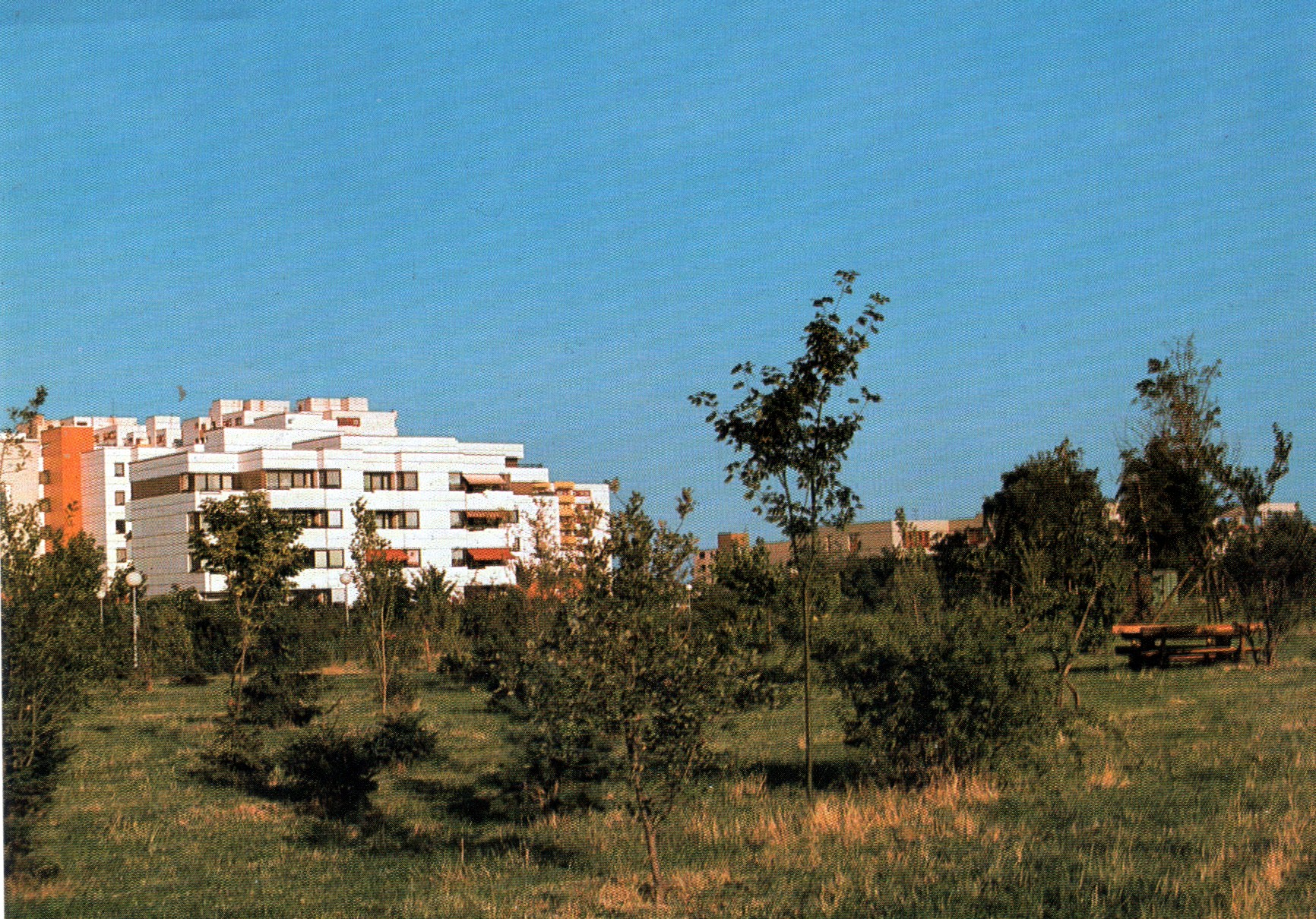
Lichtenrader Volkspark, 1983

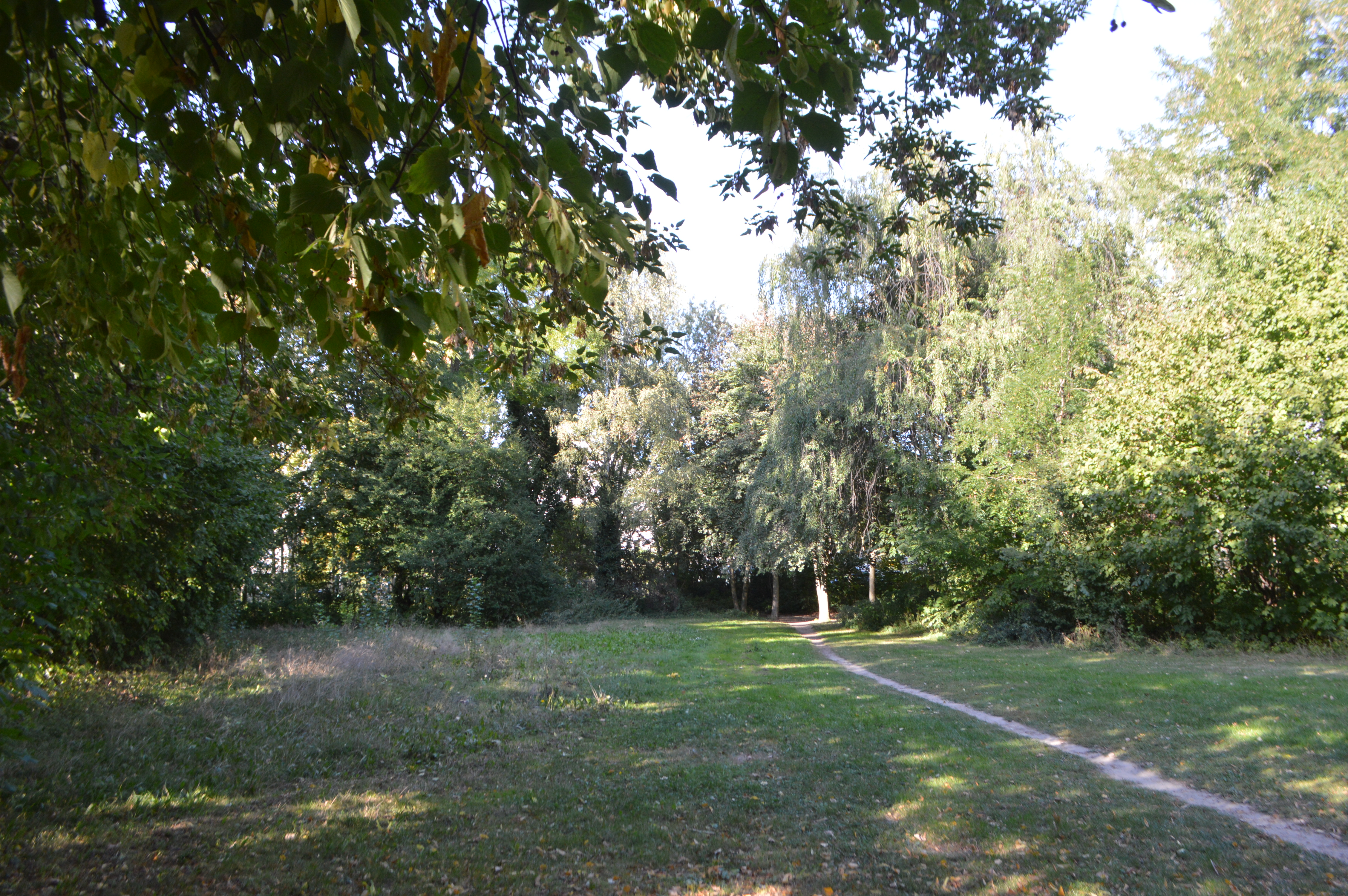
Volkspark

Der Lichtenrader Volkspark ist eine öffentliche Parkanlage im Berliner Ortsteil Lichtenrade, der in reinem Ehrenamt von Freiwilligen gepflegt wird.
Ab 1970 wurde in Lichtenrade-Ost eine Hochhaussiedlung gebaut. Die Zugezogenen stellten allerdings schnell fest, dass die wenigen Grünflächen ihren Vorstellungen einer Siedlung am Stadtrand bei weitem nicht genügten, denn bis 1989 befanden sich östlich der Siedlung die Grenzanlagen der DDR, sodass das Umland nicht genutzt werden konnte.
Aus diesem Grund wurde im September 1979 zu einer ersten Pflanzaktion durch die Bürgerinitiative Lichtenrade-Ost e. V. (BILO) aufgerufen. Aus der BILO-Arbeitsgruppe Volkspark entstand am 10. Juni 1981 der Trägerverein Lichtenrader Volkspark e. V. Seit 1983 besteht mit dem Landkreis Cham eine Partnerschaft.
Sehr früh schon hatte sich auch die Evangelische Kirchengemeinde Lichtenrade (EKL) für die Aufgabe des dritten Bauabschnitts ihrer EKL-Siedlung ausgesprochen, um sie zusammen mit Flächen des Bezirksamts und des Bauers Lehne zu einer großzügigen Grünfläche zusammenzufassen.
Bei der Gründung stellten sich die Besitzverhältnisse wie folgt dar:
- Evangelische Kirche: 36.000 m² (gemeinnützig)
- Land Berlin: 10.000 m² (öffentlich)
- Bauer Lehne: 10.000 m² (privat)

Nach langer Kontroverse erhielt der Verein Lichtenrader Volkspark e. V. am 27. September 1984 einen Pachtvertrag des damaligen Bezirksamtes Tempelhof. 1986 erwarb das Land Berlin von der evangelischen Kirchengemeinde rund 30.000 m² mit der Maßgabe, dieses Gelände als Pachtland für 20 Jahre kostenlos dem Trägerverein zur Verfügung zu stellen. Am 1. Juni 1989 wurde der Pachtvertrag geschlossen. Heute bearbeitet der Verein rund 4,5 ha Parkgelände. Es gibt eine Festwiese für Veranstaltungen wie dem jährlichen Erntedankfest, einen Spielplatz, eine Streuobstwiese, ein Wäldchen und den Werkhof mit Blumenrabatten und Gemüsebeeten.
Gedankenlose Müllentsorgung (einschließlich Hundekot) durch Besucher, Anwohner oder andere ist ein großes Thema, wie überall in der Stadt. Mindestens zweimal die Woche sammeln Vereinsmitglieder Müll und entsorgen ihn.
Der Lichtenrader Volkspark wird aus Spenden und Mitgliedsbeiträgen vom Trägerverein Lichtenrader Volkspark e. V. betrieben. Seit 2020 wird der Park nach und nach zum Naturpark umgestaltet. Es werden neue Lebensräume geschaffen, wie beispielsweise eine Trockenmauer und eine Wildgehölzhecke. Dies soll der Erhöhung der Biodiversität dienen. Hierfür wurde auch ein Waldrandbiotop angelegt. Die Übergänge von Baum- oder Strauchschicht zu Weg oder Wiese, also die Säume mit diversen Wildpflanzen, sind Schwerpunkt der derzeitigen Neuanlagen.
Sehr wünschen würden die Vereinsmitglieder sich ein selbst zu bauendes kleines Vereinshaus für schlechtes Wetter und die kalte Jahreszeit. Im Park gearbeitet wird nämlich rund ums Jahr.